# Apparizione della Vergine a san Giacomo il Maggiore
L'Apparizione della Vergine a san Giacomo il Maggiore è un dipinto a olio su tela (301x242 cm) di Nicolas Poussin, databile al 1629-30 e conservato nel Louvre a Parigi.

## Storia e descrizione
Proveniente da una chiesa di Valenciennes, allora sotto il dominio spagnolo, si ispira a una versione ispanica della leggenda di san Giacomo maggiore, secondo la quale la Vergine apparve all'apostolo e ai suoi compagni a Saragozza, mostrandosi sopra una colonna ("Virgen del Pilar").